# Temporada 2022-2023 del FC Bayern de Múnic
La temporada 2022-23 fou la 124a en la història del FC Bayern de Múnic, i la 58a temporada consecutiva del club en Lliga alemanya de futbol.
La temporada va ser notable, ja que va ser la primera des de la 2013-14 sense Robert Lewandowski, que va marxar al FC Barcelona.

## Temporada
Després de guanyar el seu desè campionat consecutiu, el Bayern es separa del davanter Robert Lewandowski, que es trasllada al Barcelona. Per reforçar el departament d'atac, el senegalès Sadio Mané del Liverpool va ser escollit com a substitut.
El 24 de març de 2023, Thomas Tuchel va ser anunciat com a nou entrenador en cap a mitja temporada, en substitució de Julian Nagelsmann, que va ser acomiadat.

## Traspassos

### Adquisicions
| No. | Posició | Jugador           | Transferit des de | Quota           | Data           | Ref.  |
| --- | ------- | ----------------- | ----------------- | --------------- | -------------- | ----- |
| 40  | DEF     | Noussair Mazraoui | Ajax              | Traspàs gratuït | 1 Juliol 2022  | [ 5 ] |
| 38  | MIG     | Ryan Gravenberch  | Ajax              | €18.500.000     | 1 Juliol 2022  |       |
| 17  | DAV     | Sadio Mané        | Liverpool         | €32.000.000     | 1 Juliol 2022  | [ 6 ] |
| 33  | DEF     | Lars Lukas Mai    | Werder Bremen     | fin del préstec | 1 Juliol 2022  |       |
| 15  | DEF     | Chris Richards    | Hoffenheim        | fin del préstec | 1 Juliol 2022  |       |
| 15  | DAV     | Joshua Zirkzee    | Anderlecht        | fin del préstec | 1 Juliol 2022  |       |
| 4   | DEF     | Matthijs de Ligt  | Juventus          | €67.000.000     | 17 Juliol 2022 | [ 7 ] |
| 39  | DAV     | Mathys Tel        | Rennes            | €20.000.000     | 26 Juliol 2022 | [ 8 ] |
|     | !       | [[]]              | [[Fitxer:\|20px]] |                 |                |       |

## Resultats
Victòria
      Empat
      Derrota

### Lliga Alemanya

#### Partits anada
| 5 d'agost de 2022    | Eintracht Frankfurt | 1–6 | Bayern de Múnic                                                    | Frankfurt del Main                                 |  |
| 20:30 CEST Jornada 1 | Kolo Muani 64'      |     | 5' Kimmich · 11' Pavard · 29' Mané · 35', 83' Musiala · 43' Gnabry | Waldstadion · 51.500 espectadors · Deniz Aytekin · |  |

| 14 d'agost de 2022   | Bayern de Múnic          | 2–0 | Wolfsburg | Múnic                                              |  |
| 17:30 CEST Jornada 2 | Musiala 33' · Müller 44' |     |           | Allianz Arena · 75.000 espectadors · Harm Osmers · |  |

| 21 d'agost de 2022   | Bochum | 0–7 | Bayern de Múnic                                                                         | Bochum                                              |  |
| 17:30 CEST Jornada 3 |        |     | 4' Sané · 25' De Ligt · 33' Coman · 42', 59' (p.) Mané · 69' (p.p.) Gamboa · 76' Gnabry | Ruhrstadion · 26.000 espectadors · Daniel Siebert · |  |

| 27 d'agost de 2022   | Bayern de Múnic | 1–1 | Mönchengladbach | Múnic                                                  |  |
| 18:30 CEST Jornada 4 | Sané 83'        |     | 43' Thuram      | Allianz Arena · 75.000 espectadors · Daniel Schlager · |  |

| 3 de setembre de 2022 | Union Berlin | 1–1 | Bayern de Múnic | Berlín                                                                  |  |
| 17:30 CEST Jornada 5  | Becker 12'   |     | 15' Kimmich     | Stadio An der Alten Försterei · 22.012 espectadors · Frank Willenborg · |  |

| 10 de setembre de 2022 | Bayern de Múnic       | 2–2 | Stuttgart                         | Múnic                                                    |  |
| 17:30 CEST Jornada 6   | Tel 36' · Musiala 60' |     | 21' Führich · 90+2' (p.) Guirassy | Allianz Arena · 75.000 espectadors · Christian Dingert · |  |

| 17 de setembre de 2022 | Augsburg    | 1–0 | Bayern de Múnic | Ausburg                                           |  |
| 15:30 CEST Jornada 7   | Berisha 59' |     |                 | Impuls Arena · 30.660 espectadors · Marco Fritz · |  |

| 30 de setembre de 2022 | Bayern de Múnic                               | 4–0 | Bayer Leverkusen | Múnic                                                 |  |
| 20:30 CEST Jornada 8   | Sané 3' · Musiala 17' · Mané 39' · Müller 84' |     |                  | Allianz Arena · 75.000 espectadors · Tobias Stieler · |  |

| 8 d'octubre de 2022  | Borussia Dortmund           | 2–2 | Bayern de Múnic         | Dortmund                                                |  |
| 20:30 CEST Jornada 9 | Moukoko 74' · Modeste 90+5' |     | 33' Goretzka · 53' Sané | Westfalenstadion · 81.365 espectadors · Deniz Aytekin · |  |

| 16 d'octubre de 2022  | Bayern de Múnic                                                     | 5–0 | Freiburg | Múnic                                                   |  |
| 19:30 CEST Jornada 10 | Gnabry 13' · Choupo-Moting 33' · Sané 52' · Mané 55' · Sabitzer 80' |     |          | Allianz Arena · 75.000 espectadors · Sascha Stegemann · |  |

| 22 d'octubre de 2022  | Hoffenheim | 0–2 | Bayern de Múnic                 | Sinsheim                                                   |  |
| 15:30 CEST Jornada 11 |            |     | 17' Musiala · 38' Choupo-Moting | Rhein-Neckar-Arena · 30.150 espectadors · Sven Jablonski · |  |

| ( )        | Bayern de Múnic | v |  |  |  |
| Jornada 12 |                 |   |  |  |  |

| ( )        |  | v | Bayern de Múnic |  |  |
| Jornada 13 |  |   |                 |  |  |

| ( )        | Bayern de Múnic | v |  |  |  |
| Jornada 14 |                 |   |  |  |  |

| ( )        |  | v | Bayern de Múnic |  |  |
| Jornada 15 |  |   |                 |  |  |

| ( )        |  | v | Bayern de Múnic |  |  |
| Jornada 16 |  |   |                 |  |  |

| ( )        | Bayern de Múnic | v |  |  |  |
| Jornada 17 |                 |   |  |  |  |

#### Partits tornada
| 28 de gener de 2023   | Bayern de Múnic | 1–1 | Eintracht Frankfurt | Múnic                                                 |  |
| 18:30 CEST Jornada 18 | Sané 34'        |     | 69' Kolo Muani      | Allianz Arena · 75.000 espectadors · Sven Jablonski · |  |

| 5 de febrer de 2023   | Wolfsburg                   | 2–4 | Bayern de Múnic                          | Wolfsburg                                             |  |
| 17:30 CEST Jornada 19 | Kamiński 44' · Svanberg 80' |     | 9', 14' Coman · 19' Müller · 73' Musiala | Volkswagen Arena · 26.000 espectadors · Harm Osmers · |  |

| 11 de febrer de 2023  | Bayern de Múnic                          | 3–0 | Bochum | Munic                                                 |  |
| 15:30 CEST Jornada 20 | Müller 41' · Coman 64' · Gnabry 74' (p.) |     |        | Allianz Arena · 75.000 espectadors · Sven Jablonski · |  |

| 18 de febrer de 2023  | Mönchengladbach                       | 3–2 | Bayern de Múnic               | Mönchengladbach                                    |  |
| 15:30 CEST Jornada 21 | Stindl 13' · Hofmann 55' · Thuram 84' |     | 35' Choupo-Moting · 90+3' Tel | Borussia-Park · 54.042 espectadors · Tobias Welz · |  |

| ( )        |  | v |  |  |  |
| Jornada 22 |  |   |  |  |  |

| ( )        |  | v |  |  |  |
| Jornada 23 |  |   |  |  |  |

| ( )        |  | v |  |  |  |
| Jornada 24 |  |   |  |  |  |

| ( )        |  | v |  |  |  |
| Jornada 25 |  |   |  |  |  |

| ( )        |  | v |  |  |  |
| Jornada 26 |  |   |  |  |  |

| ( )        |  | v |  |  |  |
| Jornada 27 |  |   |  |  |  |

| ( )        |  | v |  |  |  |
| Jornada 28 |  |   |  |  |  |

| ( )        |  | v |  |  |  |
| Jornada 29 |  |   |  |  |  |

| ( )        |  | v |  |  |  |
| Jornada 30 |  |   |  |  |  |

| ( )        |  | v |  |  |  |
| Jornada 31 |  |   |  |  |  |

| ( )        |  | v |  |  |  |
| Jornada 32 |  |   |  |  |  |

| ( )        |  | v |  |  |  |
| Jornada 33 |  |   |  |  |  |

| ( )        |  | v |  |  |  |
| Jornada 34 |  |   |  |  |  |

### Copa Alemanya
| 31 d'agost de 2022       | Viktoria Köln | 0–5 | Bayern de Múnic                                                       | Colònia                                                      |  |
| 20:45 CEST Primera ronda |               |     | { 35' Gravenberch · 45+1' Tel · 53' Mané · 67' Musiala · 82' Goretzka | RheinEnergieStadion · 50.000 espectadors · Robert Schröder · |  |

| 19 d'octubre de 2022    | Augsburg                           | 2–5 | Bayern de Múnic                                                   | Augsburg                                           |  |
| 18:30 CEST Segona ronda | Pedersen 9' · Upamecano 65' (p.p.) |     | 27', 59' Choupo-Moting · 53' Kimmich · 74' Musiala · 90+1' Davies | Impuls Arena · 30.660 espectadors · Felix Zwayer · |  |

| 1 de febrer de 2023                         | Mainz | 0–4 | Bayern de Múnic                                         | Magúncia                                          |  |
| 20:45 Hora Central Europea Vuitens de final |       |     | 17' Choupo-Moting · 30' Musiala · 44' Sané · 83' Davies | Coface Arena · 25.000 espectadors · Marco Fritz · |  |

| 4 d'abril de 2023          | Bayern de Múnic | 1–2 | Freiburg                      | Munic                                              |  |
| 20:45 CEST Quarts de final | Upamecano 19'   |     | 27' Hofler · 90+5' (p.) Höler | Allianz Arena · 75.000 espectadors · Harm Osmers · |  |

### Lliga de Campions

#### Fase de Grups: C
| 7 de setembre de 2022 | Inter | 0–2 | Bayern de Múnic                  | Milà                                                           |  |
| 21:00 CEST Jornada 1  |       |     | 25' Sané · 66' (p.p.) D'Ambrosio | Estadi Giuseppe Meazza · 58.951 espectadors · Clément Turpin · |  |

| 13 de setembre de 2022 | Bayern de Múnic          | 2–0 | FC Barcelona | Múnic                                                 |  |
| 21:00 CEST Jornada 2   | Hernández 50' · Sané 54' |     |              | Allianz Arena · 75.000 espectadors · Danny Makkelie · |  |

| 4 d'octubre de 2022  | Bayern de Múnic                                          | 5–0 | Viktoria Plzeň | Múnic                                                   |  |
| 21:00 CEST Jornada 3 | Sané 7', 50' · Gnabry 13' · Mané 21' · Choupo-Moting 59' |     |                | Allianz Arena · 75.000 espectadors · Nikola Dabanović · |  |

| 12 d'octubre de 2022 | Viktoria Plzeň             | 2–4 | Bayern de Múnic                            | Plzeň                                                           |  |
| 21:00 CEST Jornada 4 | Vlkanova 62' · Kliment 75' |     | 100' Mané · 14' Müller · 25', 35' Goretzka | Stadion města Plzně · 11.326 espectadors · Bartosz Frankowski · |  |

| 26 d'octubre de 2022 | FC Barcelona | 0–3 | Bayern de Múnic                             | Barcelona                                        |  |
| 21:00 CEST Jornada 5 |              |     | 10' Mané · 31' Choupo-Moting · 90+5' Pavard | Camp Nou · 84.016 espectadors · Anthony Taylor · |  |

| 1 de novembre de 2022 | Bayern de Múnic                | 2–0 | Inter | Múnic                                                |  |
| 21:00 CET Jornada 6   | Pavard 32' · Choupo-Moting 72' |     |       | Allianz Arena · 75.000 espectadors · Ivan Kružliak · |  |

#### Fase final

##### Vuitens de final
| 14 de febrer de 2023 | Paris Saint-Germain | 0–1 | Bayern de Múnic | París                                                    |  |
| 21:00 CET Anada      |                     |     | 53' Coman       | Parc des Princes · 46.435 espectadors · Michael Oliver · |  |

| 8 de març de 2023 | Bayern de Múnic              | 2–0 (Total: 3–0) | Paris Saint-Germain | Múnic                                                 |  |
| 21:00 CET Tornada | Choupo-Moting 61' Gnabry 89' |                  |                     | Allianz Arena · 75.000 espectadors · Daniele Orsato · |  |

##### Quarts de final
| 11 d'abril de 2023 | Manchester City                     | 3–0 | Bayern de Múnic | Manchester                                                             |  |
| 21:00 CEST Anada   | Rodri 27' · Silva 70' · Haaland 76' |     |                 | Estadi Ciutat de Manchester · 52.257 espectadors · Jesús Gil Manzano · |  |

| 19 d'abril de 2023 | Bayern de Múnic  | 1–1 (Total: 4–1) | Manchester City | Múnic                                                 |  |
| 21:00 CEST Tornada | Kimmich 83' (p.) |                  | 57' Haaland     | Allianz Arena · 75.000 espectadors · Clément Turpin · |  |

### Supercopa d'Alemanya
| 30 de juliol de 2022 | Leipzig                                      | 3–5 | Bayern de Múnic                                               | Leipzig                                                 |  |
| 20:30 CEST           | Halstenberg 59' · Nkunku 77' (p.) · Olmo 89' |     | 14' Musiala · 31' Mané · 45' Pavard · 66' Gnabry · 90+8' Sané | Red Bull Arena · 47.069 espectadors · Robert Schröder · |  |